# Stirling Single
Stirling Single — паровоз, разработанный Патриком Стирлингом для пассажирских поездов-экспрессов компании Great Northern Railway (GNR). Характерной особенностью конструкции паровоза является единственная пара больших (8 футов 1 дюйм или 2,5 м) ведущих колес, за что он получил прозвище «восьмифутовый». Первоначально локомотив был рассчитан на перевозку до 26 пассажирских вагонов со средней скоростью 76 км/ч. Максимальная скорость достигала 137 км/ч.

## Разработка
Патрик Стирлинг перешёл на работу в GNR в 1866 году. Своей первой задачей на посту локомотивного суперинтенданта он видел стандартизацию подвижного состава. Для начала он приобрёл паровозы серии W типа 1-1-1 Great Western Railway, спроектированные Робертом Синклером. В 1868 году Стилинг представил свои два варианта паровоза типа 1-1-1 с ведущими колесами диаметром 7 футов 1 дюйм (2,2 м).
В 1870 году как дальнейшее развитие этой компоновки появился паровоз типа 2-1-1 с ведущими колесами диаметром 8 футов 1 дюйм (2,5 м), разработанный специально для скоростных экспрессов на маршруте Йорк — Лондон. В то время цилиндры было принято располагать внутри рамы и передавать усилие на колёса с помощью коленчатого вала. Из-за частых отказов этого механизма и большого диаметра ведущих колёс котёл в этом случае приходилось располагать очень высоко. Чтобы обеспечить поперечную устойчивость, Стирлинг расположил цилиндры снаружи и использовал впереди двухосную тележку. Ещё одной отличительной особенностью конструкций Стирлинга было отсутствие парового колпака. По мнению Гамильтона Эллиса, новая конструкция являлась развитием паровоза типа 1-1-1, спроектированного Стирлингом для Glasgow and South Western Railway, его предыдущего места работы, но «значительно увеличенного и снабженного передней тележкой».
В общей сложности на заводе в Донкастере с 1870 по 1895 год было построено 53 паровоза. Несмотря на стремление к стандартизации, каждый несколько отличался от других, и в целом было выпущено три крупные серии. Джордж Фредерик Берд в 1910 году обозначил эти три серии как G (1870), G2 (1884) и G3 (1894). Эта классификация использовалась и другими источниками, но, похоже, не использовалась официально GNR.

## Характеристики
Паровозы могли тянуть поезд массой 279 т со средней скоростью 80 км/ч и максимальной скоростью при меньшей нагрузке до 137 км/ч, что позволило им поучаствовать в так называемой «Гонке на Север» 1895 года. Паровоз № 775 преодолел 132 км от Грантема до Йорка за 1 час 16 минут, установив рекорд скорость 104,1 км/ч.
Паровозы серии 1894 года изначально строились массой 50,35 т, но после двух крушений на большой скорости в 1895 году их масса был уменьшена до 49,54 т.

## Происшествия
10 ноября 1895 года ночной шотландский экспресс, который тянул паровоз № 1006, сошел с рельсов в Сент-Неотсе из-за повреждённого пути. Один человек погиб. В отчёте железнодорожной инспекции говорится о чрезмерно большой нагрузке на ось локомотива, достигшей почти 20 т на ведущую ось.
7 марта 1896 года пассажирский поезд, который тянул паровоз № 1003, сошел с рельсов в Литтл-Байтхэм (Линкольншир) из-за преждевременного снятия ограничения скорости после ремонта путей. Два человека погибли.

## Вывод из эксплуатации и сохранение
После прихода на должность главного механика GNR Генри Айватт началось вытеснение уже не удовлетворявших возросшему пассажиропотоку паровозов из экспресс-перевозок. На замену локомотивам Стирлинга Айватт разработал паровоз типа 2-2-1. На главной магистрали они начали появляться в 1898 году. Также Айватт перестроил несколько паровозов Стирлинга, оборудовав их паровым куполом. Однако уже в 1899 году начался вывод из эксплуатации серии 1870 года. Последние образцы паровозов Стирлинга использовались на вспомогательных работах до 1916 года.
Первый образец Stirling Single, № 1, оказался единственным сохранившимся локомотивом этой серии. Он находится в Национальном железнодорожном музее в Йорке. В 1930-е годы паровоз был приведён в рабочее состояние к празднованию 50-летия «Гонки на Север», но после 1938 года не работал. В 1980-е годы он был повторно отреставрирован и выведен на линию.
Механическая часть локомотива остаётся в хорошем состоянии, хотя с 1985 года он не был под парами. Йоркский королевский театр использовал паровоз в постановке по книге «Дети железной дороги», первоначально организованной на исторической станции вНациональном железнодорожном музее, а позднее — на территории неиспользуемого терминала вокзала Ватерлоо.
Во время представления создавалось впечатление, что из паровоза идёт пар, однако в действительности эффект создавался дымовой машиной. Паровоз перемещался на сцену с помощью маневрового тепловоза серии 08, который оставался вне поля зрения.

## В культуре
- Stirling Single является прототипом паровозика Эмили из мультсериала «Томас и его друзья»[15].